# Lawrence, Michigan
Lawrence är en ort i Van Buren County i delstaten Michigan, USA.